# وایتلی گاردنز (کالیفرنیا)
وایتلی گاردنز (به انگلیسی: Whitley Gardens) یک منطقهٔ مسکونی در ایالات متحده آمریکا است که در شهرستان سن لوییز اوبیسپو، کالیفرنیا واقع شده‌است. وایتلی گاردنز ۳٫۵۹۶ کیلومتر مربع مساحت و ۲۸۵ نفر جمعیت دارد و ۲۷۳٫۱ متر بالاتر از سطح دریا واقع شده‌است.